# Бурладінген
Бурладінген (нім. Burladingen) — місто в Німеччині, знаходиться в землі Баден-Вюртемберг. Підпорядковується адміністративному округу Тюбінген. Входить до складу району Цоллернальб.
Площа — 123,33 км2. Населення становить 12 241 ос. (станом на 31 грудня 2020).